# 侯伊莫汗
侯伊莫汗（？—？），鲜卑姓侯骨氏，也作斛骨氏，又名乙莫干，朔州人，北魏官员。

## 生平
侯伊莫汗的祖先世代统领部落，跟随北魏拓跋氏立下许多功劳。魏太武帝拓跋焘时期，侯伊莫汗出任散骑常侍、封安平侯，又升任侍中、尚书，很快出任临济镇将，封日南郡公。和平二年，魏文成帝拓跋濬南巡，从定州前往邺城，三月丁巳朔（461年3月27日），魏文成帝在灵丘亲自射箭越过山峰，宁南将军、殿中尚书、日南公侯伊莫汗作为五十一名内侍官员之一跟随参与了这次南巡。

## 家庭

### 父亲
- 侯俟万斤，北魏第一品大酋长

### 子女
- 侯嫔，魏献文帝拓跋弘妃嫔[1]